# Посад (Подпорожский район)
Посад — деревня в Подпорожском городском поселении Подпорожского района Ленинградской области.

## История
КЛИМШИНСКАЯ (ПОСАД) — деревня при колодцах, число дворов — 25, число жителей: 72 м. п., 79 ж. п.; Часовня православная. Мельница. (1873 год)

Деревня административно относилась к Юксовской волости 2-го стана Лодейнопольского уезда Олонецкой губернии.

КЛИМШИНСКАЯ (ПОСАД) — деревня Юксовского общества при озере Юксовском, население крестьянское: домов — 38, семей — 39, мужчин — 99, женщин — 104, всего — 203; лошадей — 34, коров — 49, прочего — 50. 
 
СЕМЁНОВСКАЯ 1-Я (ПОСАД) — деревня Юксовского общества при озере Юксовском, население крестьянское: домов — 9, семей — 7, мужчин — 22, женщин — 30, всего — 52; лошадей — 8, коров — 11, прочего — 22. (1905 год)

С 1917 по 1921 год деревня Климшинская входила в состав Юксовского сельсовета Юксовской волости Лодейнопольского уезда Олонецкой губернии.
С 1922 года в составе Вознесенской волости Ленинградской губернии.
С 1927 года в составе Вознесенского района. В 1927 году население деревни составляло 274 человека.
Согласно карте Ленинградской области Северо-западного аэрогеодезического треста ГГУ издания 1932 года село насчитывало 16 крестьянских дворов.
По данным 1933 года деревня Посад входила в состав Юксовского сельсовета Вознесенского района.
Согласно областным административным данным деревня Климшинская была переименована в деревню Посад с 1 января 1935 года.

Деревня Посад на карте РККА 1936 года

С 1 августа 1941 года по 31 мая 1944 года деревня находилась в финской оккупации.
С 1954 года в составе Подпорожского района.
В 1958 году население деревни составляло 17 человек.
С 1963 года в составе Лодейнопольского района.
С 1965 года вновь в составе Подпорожского района.
По данным 1966 года деревня Посад также входила в состав Юксовского сельсовета.
В 1971 году деревни Посад и Бор были объединены в один населённый пункт — деревню Посад.
По данным 1973 и 1990 годов деревня Посад входила в состав Токарского сельсовета.
В 1997 году в деревне Посад Токарской волости проживали 57 человек, в 2002 году — 51 человек (русские — 90 %).
В 2007 году в деревне Посад Подпорожского ГП проживали 48 человек.

## География
Деревня расположена в северо-восточной части района на автодороге 41К-149 (Подпорожье — Курпово) 
Расстояние до административного центра поселения — 33 км.
Расстояние до ближайшей железнодорожной станции Подпорожье — 103 км.
Деревня находится на северном берегу озера Кокозеро. К югу от деревни расположено Пидьмозеро.

## Демография
| 1873 | 1905 | 1927 | 1958 | 1997 | 2007 | 2010 |
| ---- | ---- | ---- | ---- | ---- | ---- | ---- |
| 151  | ↗255 | ↗274 | ↘17  | ↗57  | ↘48  | ↘30  |
| 2017 |      |      |      |      |      |      |
| ↗39  |      |      |      |      |      |      |

### Национальный состав
Согласно данным Всероссийской переписи населения 2021 года в деревне проживали 35 человек, все русские.

## Достопримечательности
- Церковь Афанасия Великого, постройки XIX века, деревянная, действующая, приписана к Свято-Троицкому Александра Свирского мужскому монастырю[18].

## Фото

Церковь Афанасия Великого
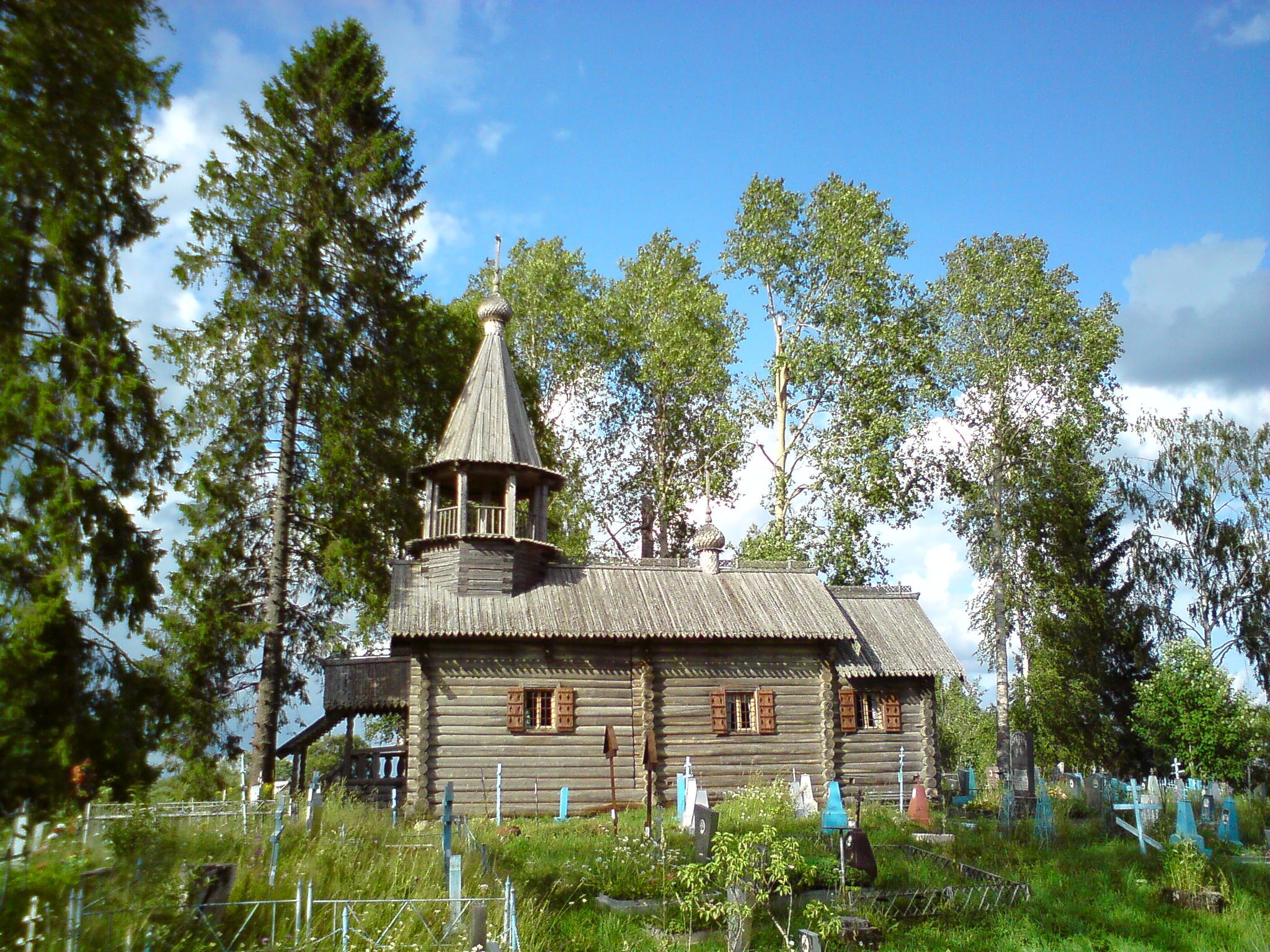
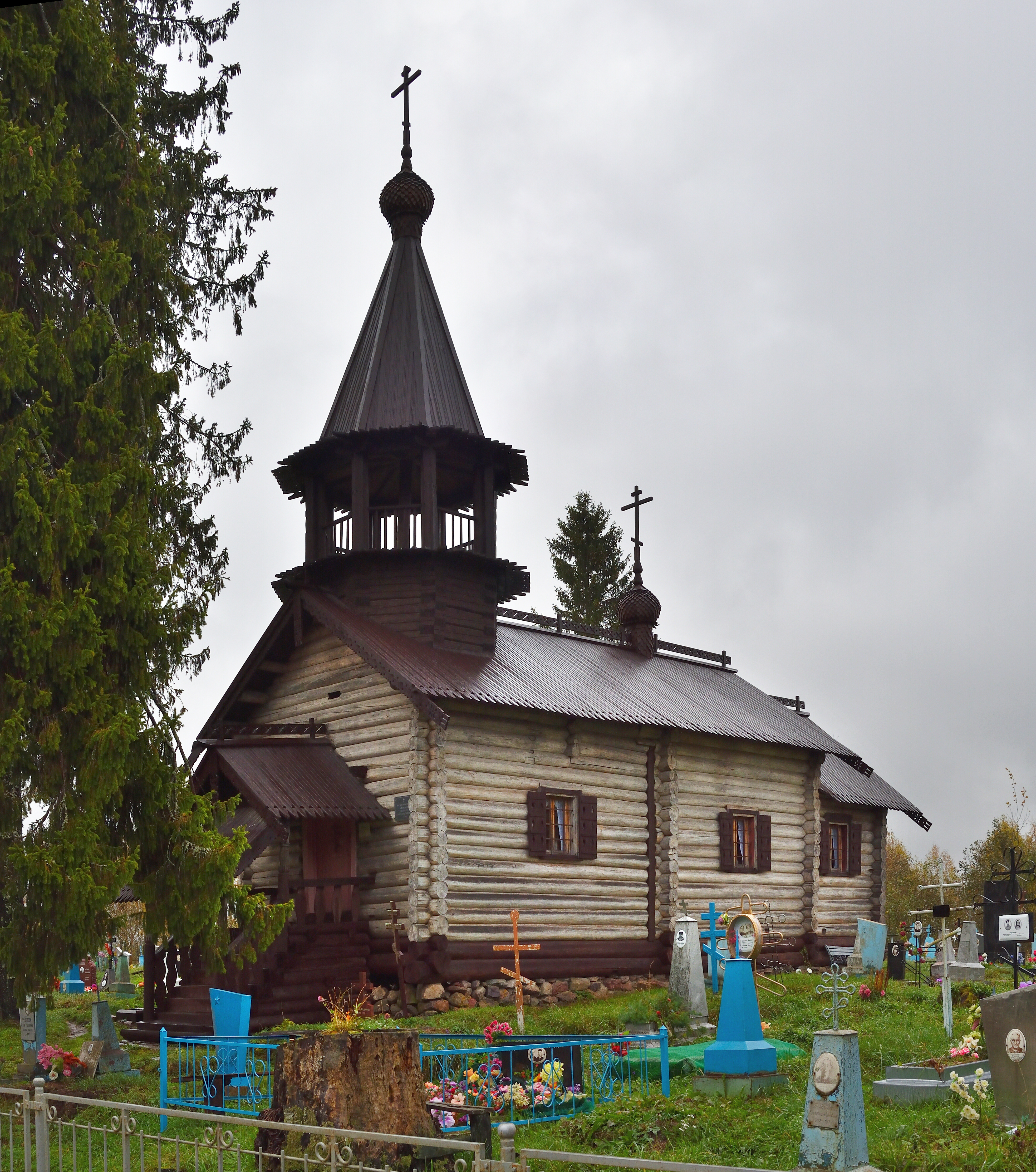
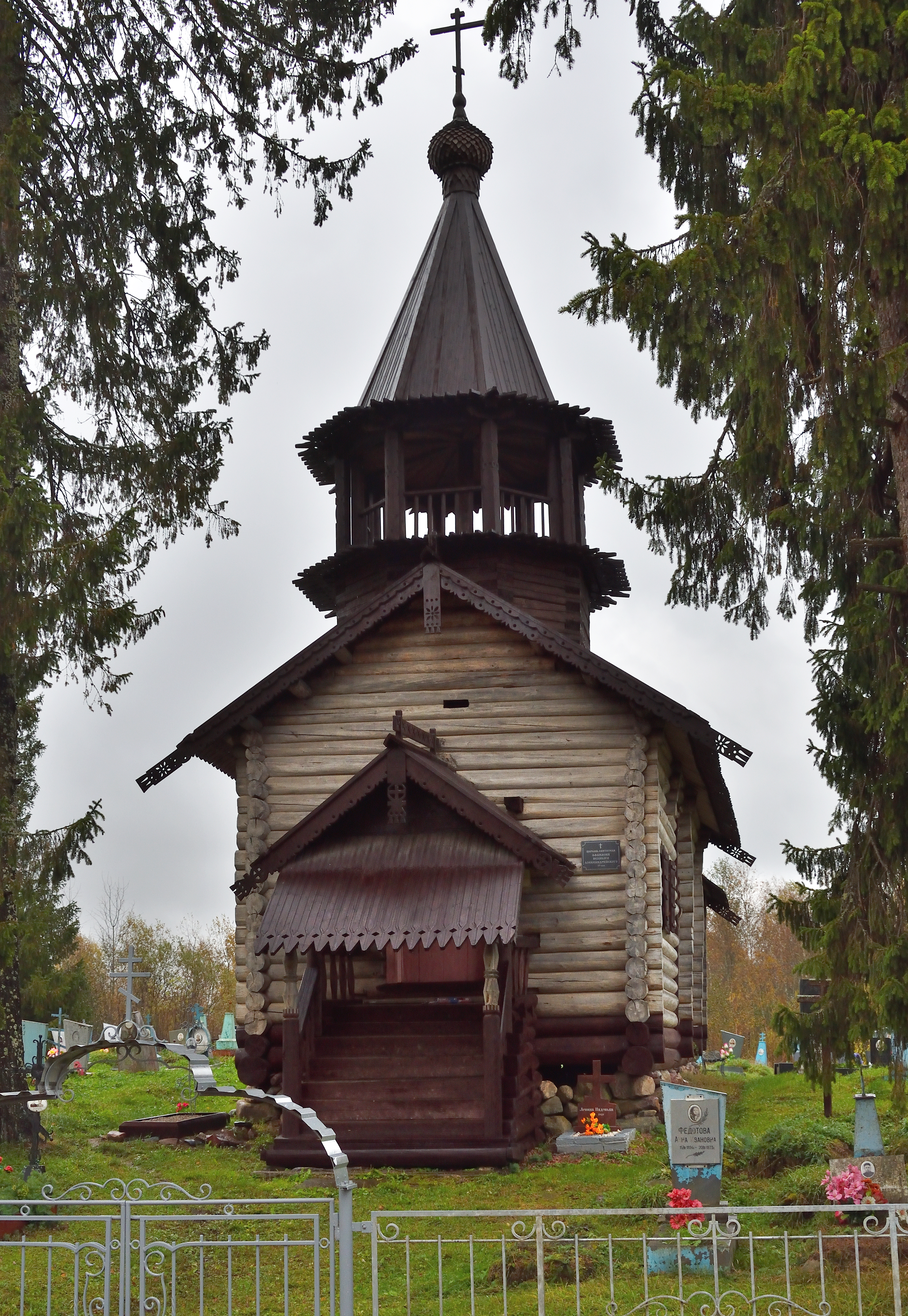

## Улицы
Афанасьевская, Ивинская.